# Vårliga vindar draga
Vårsång, ofta kallad Vårliga vindar draga efter första versraden, är en sång för manskör med text av Frithiof Grafström och musik av Jacob Axel Josephson. 
Sången utgavs i samlingen Odinslund och Lundagård från 1856, men Ivar Eggert Hedenblads utgåva i Studentsången från 1880 har blivit normbildande, i synnerhet med avseende på tempoangivelsen som Hedenblad ändrade till Vivace (livligt).
Sången skiljer sig från många samtida vårsånger med en livlig 6/8-takt och en riklig harmoni. Musikaliskt har sången likheter med Erik Gustaf Geijers Stilla skuggor från 1830-talet; båda inleds till exempel med växlande ackord över en entonig bas.
Sången är vanligt förekommande i vårsångsrepertoaren hos manskörer och brukar sjungas på valborgsmässoafton och första maj.

## Inspelningar (urval)
- Ceremoni och serenad (1985) – Orphei Drängar
- Spring and party songs (1996) – Linköpings Studentsångare
- Sköna maj (2006) – Lunds Studentsångförening